# Marino Kobayashi
Marino Kobayashi (Urayasu, 1 de julio de 1994) es un ciclista japonés que estuvo como stagiaire en la temporada 2016 en el equipo italiano Nippo-Vini Fantini. Puso fin a su carrera en las filas del conjunto JCL Team Ukyo tras participar en el Campeonato de Japón en Ruta de 2025.

## Palmarés
2016
- Campeonato de Japón en Ruta sub-23  [2]
- Campeonato de Japón Contrarreloj sub-23  [3]

2024
- Campeonato de Japón en Ruta

2025
- Campeonato de Japón en Ruta